# Takuya Kokeguchi
Takuya Kokeguchi (Okayama, 13 juli 1985) is een Japans voetballer.

## Carrière
Takuya Kokeguchi speelde tussen 2004 en 2009 voor Cerezo Osaka en JEF United Ichihara Chiba. Hij tekende in 2010 bij Kataller Toyama.